# Фордорф
Фордорф (њем. Vordorf) општина је у њемачкој савезној држави Доња Саксонија. Једно је од 41 општинског средишта округа Гифхорн. Према процјени из 2010. у општини је живјело 3.268 становника. Посједује регионалну шифру (AGS) 3151034.

## Географски и демографски подаци
Фордорф се налази у савезној држави Доња Саксонија у округу Гифхорн. Општина се налази на надморској висини од 83 метра. Површина општине износи 19,3 km². У самом мјесту је, према процјени из 2010. године, живјело 3.268 становника. Просјечна густина становништва износи 170 становника/km².